# Bruna Karla
Bruna Karla Simplício dos Santos (Rio de Janeiro, 19 de julho de 1989), mais conhecida como Bruna Karla, é uma cantora brasileira de música cristã contemporânea.
Em 2010, foi indicada ao Grammy Latino na categoria "Melhor Álbum de Música Cristã em Língua Portuguesa" com o álbum Advogado Fiel, sendo novamente indicada na mesma categoria em 2013 com o álbum Aceito Teu Chamado, e depois em 2015 com o álbum Como Águia E em 2017, foi indicada mais uma vez na mesma categoria com o álbum Incomparável. Em 2022 e 2024 respectivamente, os álbuns És Tudo e Ele é Jesus também foram indicados a mesma premiação.

## Carreira
A cantora iniciou sua carreira aos três anos de idade cantando músicas em igrejas evangélicas. No ano de 2001, Bruna foi apresentada à gravadora carioca MK Music por Fernanda Brum e lançou o projeto Alegria Real. A produção musical ficou por conta de Jairinho Manhães, músico e marido da cantora Cassiane. Em 2003 lança seu segundo CD, intitulado Siga em Frente.[carece de fontes?]
Em 2005, a cantora grava seu terceiro projeto. O álbum Vento do Espírito vendeu 150 mil cópias e foi disco de ouro.
Em 2007, a cantora gravou o álbum Com os olhos da Fé. No mesmo ano a cantora se casou aos 18 anos com Bruno Santos, Produtor Musical e Tecladista da banda gospel 4 por 1.
Em 2009, a artista lançou o álbum Advogado Fiel. O disco recebeu disco de ouro e disco de platina 3x pelas mais de 360 000 cópias vendidas. A música "Sou Humano" foi indicada ao Troféu Promessas e conseguiu o prêmio de Melhor música de 2011.
No dia 1 de março de 2011 gravou seu primeiro DVD ao vivo, na Via Show no Rio de Janeiro. Nele foram incluídos os maiores sucessos da sua carreira. O DVD ficou entre os 10 mais vendidos do ano de 2011, sendo certificado com disco de ouro e posteriormente platina.
Em 2012, a artista lançou Aceito o Teu Chamado, com produção de Emerson Pinheiro. O álbum foi novamente indicado ao Grammy latino e recebeu certificações de disco de Ouro e disco de platina. Na edição de dezembro/2012 da revista Billboard foi divulgado o ranking "Gospel Brasil 50" das músicas mais executadas nas rádios do Brasil. "Eu Não Abro Mão" estreou direto no 5º lugar, como ressaltou a revista.
No final de 2014, Bruna Karla lançou o álbum Como Águia, com a faixa-título sendo distribuída como single do projeto em setembro de 2014. O álbum foi certificado com disco de ouro e posteriormente disco de platina. O disco recebeu críticas mistas, em maioria negativas pela mídia especializada. O portal Casa Gospel definiu o disco como "amador" e o site O Propagador como um álbum que contém uma "combinação desagradável entre produção musical sem personalidade, musicalidade duvidosa, interpretações vocais equivocadas e repertório confuso".
Em 2017, lançou o álbum Incomparável, que manteve a produção musical de seu marido, Bruno Santos, mas com a assinatura de arranjos do músico e produtor Kleyton Martins, com a participação de Bene Maldonado na engenharia de som. O projeto também foi diferente dos anteriores ao apostar numa sonoridade mais pop e seu repertório trouxe várias composições de Léo Casper, incluindo o single "Força". O trabalho foi indicado ao Grammy Latino na categoria de "Melhor Álbum de Música Cristã em Língua Portuguesa".
E em 2018, Bruna grava um álbum infantil chamado Bruna Kids.[carece de fontes?]
Em 2019, a cantora liberou seu primeiro álbum de repertório inédito gravado ao vivo, Creio.

## Discografia
- 2001: Alegria Real
- 2003: Siga em Frente
- 2005: Vento do Espírito
- 2007: Com Os Olhos da Fé
- 2009: Advogado Fiel
- 2012: Aceito o Teu Chamado
- 2014: Como Águia
- 2017: Incomparável
- 2019: Bruna Kids
- 2019: Creio
- 2021: És Tudo
- 2024: Ele É Jesus

## Videografia
- Advogado Fiel (DVD) (2011)
- MK Collection Clipes - Bruna Karla (2013)
- 20 Anos - Ao Vivo (2022)

## Controvérsias

### Declaração sobre homossexuais
Em junho de 2022, durante uma entrevista concedida a um podcast de Karina Bacchi, Karla afirmou que se recusou a ir ao casamento de um amigo homossexual e que só iria quando fosse um casamento dele com uma "uma mulher cheia do poder de Deus". Ela também declarou que os homossexuais estão "escolhendo o caminho da morte eterna", o que causou controvérsia nas redes sociais e críticas de algumas personalidades, como Gil do Vigor. Jão e Ludmilla. Os pastores Silas Malafaia e Marco Feliciano, no entanto, apoiaram a fala da cantora. O amigo mencionado por Karla seria, segundo a jornalista Fabia Oliveira, o Youtuber Bruno di Simone.

### Processo da MK Music por suposta quebra de contrato
Em 25 de junho de 2025, a MK Music processou judicialmente a cantora por descumprimento de contrato e pediu reparação de R$ 2,5 milhões, além de músicas não gravadas no período de vigência.
A artista, em seu Instagram 5 dias depois, negou a informação de violação de exclusividade e anunciou que pretende processar também a empresa.